# American albino
De American albino is geen paardenras maar een type. Er wordt voornamelijk op kleur en uiterlijk gefokt en niet volgens bepaalde bloedlijnen. Het is een beperkte fokkerij die voornamelijk in Noord-Amerika plaatsvindt.

## Geschiedenis
De stamvader van de American albino is Old King. Hij werd in 1908 in het Amerikaanse Illinois geboren en was geheel wit, met een roze huid en bruine ogen. Deze uiterlijke kenmerken gaf hij ook vaak door aan zijn nakomelingen, waarvan ongeveer de helft dezelfde witte kleur erfde.
In 1917 werd de hengst verkocht aan de broers Caleb en Hudson Thompson in West Point in Nebraska, die een nieuw type paard wilden creëren. Zij hadden het plan om Old King te paren met morgan-merries en hadden een ingenieuze inteeltmethode bedacht om de specifieke witte kleur van Old King te vererven.
In de loop van de tijd werd de fokkerij overgenomen door Caleb en zijn vrouw Ruth Hackenberg. Zij richtten de show- en promotiegroep The White Horse Troupe op en toerden door de VS en Zuid-Canada om hun witte paarden te promoten. Ze richtten een rijschool op waar kansarme jongeren de kans kregen om te leren rijden en later deelnamen aan de showgroep.
De witte paarden werden in de VS intussen zo beroemd, dat de paarden gevraagd werden voor films en parades. Het paard Constitution werd aangeboden voor de triomftocht van generaal Haley door New York aan het eind van de Tweede Wereldoorlog.
Omdat de kudde witte paarden van de Thompsons bleef groeien, werd het noodzakelijk om de nazaten van Old King in een register te registreren. In 1937 werd de American Albino Horse Club (AAHC) opgericht. Als eerste werd de kleinzoon SnowChief II geregistreerd.
Na verloop van tijd werd het register opgesteld voor witte paarden die voldeden aan de uiterlijke kenmerken maar die geen afstammeling van Old King waren. Vanaf dat moment werd het een echte type-fokkerij en werden zowel zwaardere rassen als pony's tot het register toegelaten. Toelatingseisen waren: een geheel witte vacht (zonder ivoorglans), roze huid en bruine/zwarte/blauwe ogen. Deze beslissing zorgde voor de invoer van vers, nieuw bloed, wat de kwaliteit en het gebruik van de paarden verhoogde.
Rond 1963 overleed Caleb en besloot Ruth de kudde te verkopen. Ze bleef echter op bescheiden schaal met de beste dieren fokken. Kort daarna werd het register omgedoopt in The American Albino Association.
In de jaren zeventig werd de American Albino Association opgenomen in het World Wide Horse Registry en werd er een tweede tak bijgevoegd voor cremello's en perlino's. Deze paarden hadden wel de typische ivoren glans die bij de 'albino' niet gewenst was. Beide takken werden verenigd onder de naam American white horse.
In 1985 onttrok Ruth het register aan het World Wide Horse Registry en bracht het onder in de staat Nebraska, waar het verderging onder de naam International American Albino Association. Zowel de geheel witte paarden en de crème-kleurige paarden (cremello's en perlino's) vielen voortaan onder dit register.

## Uiterlijk
Anders dan de naam American albino doet vermoeden, is dit paard geen albino in medische zin. Albinisme is een aangeboren erfelijke, zelden voorkomende aandoening. De cellen die het bruine huidpigment produceren (melanocyten) zijn bij albinisme niet in staat het bruine huidpigment (melanine) te produceren. Daarom hebben albino's altijd een witte, bleke huid, geelwit haar, roze tot lichtblauwe ogen en rode pupillen. De American albino werd in de beginjaren in de volksmond 'albino' genoemd vanwege zijn witte kleur, aangezien de huidige kennis over albinisme nog niet algemeen bekend was. Later is pas het onderscheid tussen een echte albino en een paard met dominant witgen duidelijk geworden, maar het type behield zijn naam.
Het American albino is goed gebouwd en scoort hoog op exterieurkeuringen.
De eisen die aan de American albino gesteld worden zijn: een roze huid en een geheel witte vacht, er wordt geen enkel haartje met pigment geaccepteerd. Kleine plekjes op de huid rond de ogen, mond en geslachtsdelen zijn toegestaan mits ze niet doorlopen in de vacht. Alle oogkleuren zijn toegestaan.
In tegenstelling tot wat men beweert over echte albino's worden de American albino's niet doof of blind. Ze worden zelfs extreem oud voor paardenbegrippen; American albino's ouder dan dertig jaar zijn geen uitzondering. Het enige nadeel is dat ze door hun lichte huid gevoeliger zijn voor zonlicht maar ook dit verschilt van paard tot paard.
In tegenstelling tot cremello's vererft de white horse de typische kleur niet dominant. Met meerdere witte voorouders verhoogt de kans op een wit veulen echter aanzienlijk.
De eisen die aan de American albino worden gesteld, zijn: een roze huid die van heel licht naar donker mag variëren. Ook de vacht kan variëren van heel licht ivoorkleurig tot een diepe crème kleur. Manen en staart mogen variëren van wit tot kaneelkleurig. De ogen van de American crème hebben vaak een lichte kleur, slechts af en toe bruin.
In een kruising met een ander crèmepaard, vererft de American crème zijn kleur dominant. Echter kruisingen met een vos geeft een palomino en een kruising met een bruin paard geeft een valkkleur (vaalbruin, maar zonder aalstreep).

## Karakter
Het paard is meewerkend en intelligent. Hij is werklustig en heeft een goede instelling.

## Gebruik
De paarden zijn dankzij de bloedvoering zeer veelzijdig; ze zijn geschikt voor westernrijden, endurance, springen, mennen en zelfs de rensport. Deze paarden zijn ook uitermate geschikt voor vrijheidsdressuur en het aanleren van kunstjes.